# John Sebastian Miller

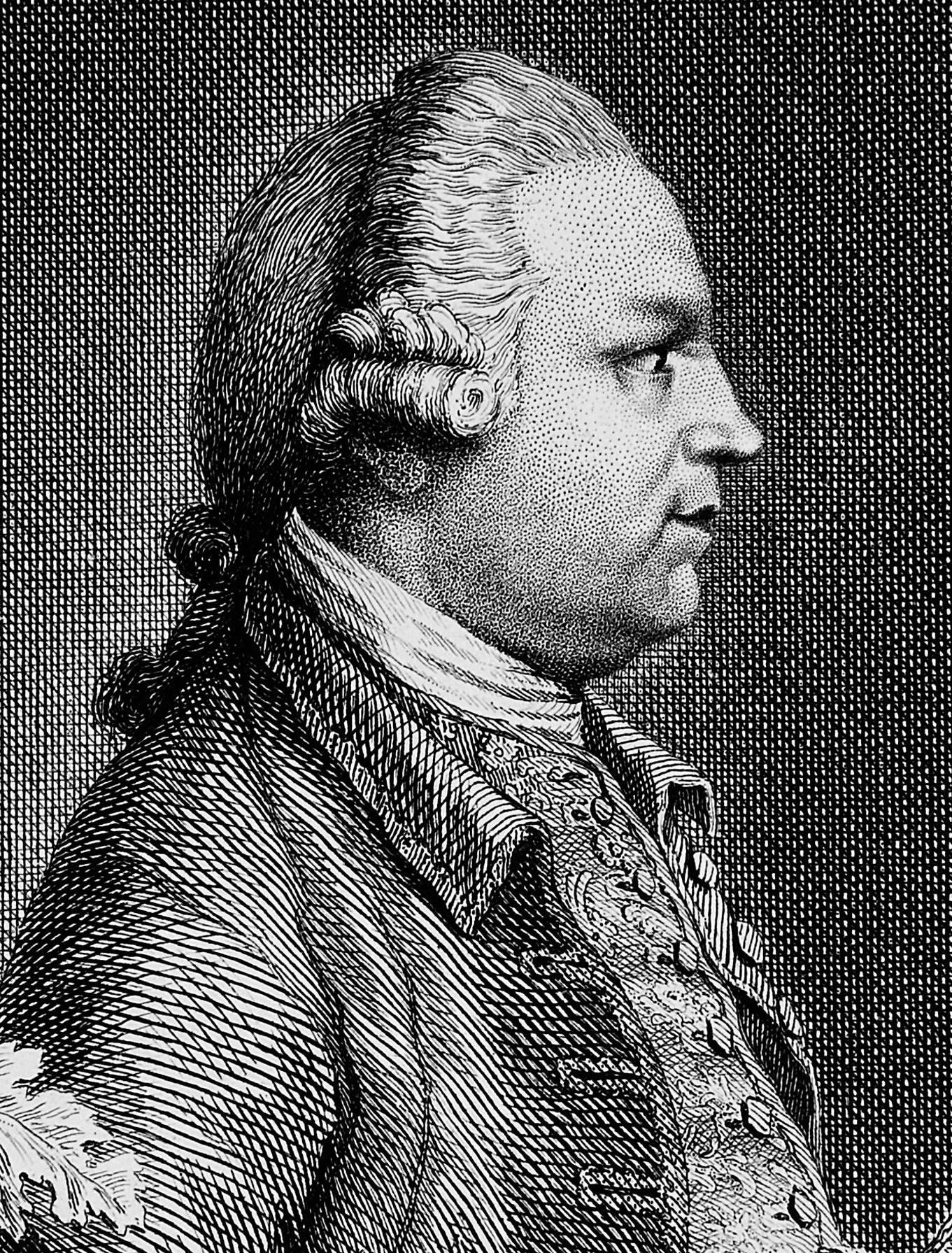
Selbstporträt von John Miller

John Sebastian Miller, ursprünglich Johann Sebastian Müller, auch John Miller, (* 1715 in Nürnberg; † um 1790) war ein deutsch-britischer Naturforscher und Illustrator. Sein offizielles botanisches Autorenkürzel lautet „J.S.Muell.“

## Leben
Miller wanderte 1744 mit seinem Bruder Tobias nach England aus. Beide waren Zeichner und Graveure, sein Bruder Tobias mit dem Schwerpunkt Architektur. Miller, ein Schüler von Johann Christoph Weigel, war schon früh an Naturgeschichte und speziell Botanik interessiert. In England fertigte er unter anderem für Philip Miller vom Chelsea Physic Garden und die botanischen Werke von John Stuart, 3. Earl of Bute (Lord Bute) Illustrationen an. Viele der Zeichnungen sind heute im Familienbesitz der Nachfahren von Lord Bute. 1777 veröffentlichte er selbst ein umfangreiches botanisches Werk in Subskription mit Illustrationen und unter Verwendung des Klassifikationssystems von Linné (die wissenschaftliche Leitung hatte Gowan Knight vom British Museum und möglicherweise Lord Bute). Davon erschien auch eine zweite Auflage und deutsche Ausgaben.
Er war zweimal verheiratet und hatte 27 Kinder. Seine Söhne John Frederick Miller (1759–1796) und James Miller waren ebenfalls Zeichner und Naturforscher. Sie stellten aus den Zeichnungen von Sydney Parkinson, dem Zeichner auf den Reisen der Endeavour von James Cook,  Illustrationen her. John Frederick Miller arbeitete auch für Lord Bute und veröffentlichte 1796 Cimelia Physica. Figures of rare and curious quadrupeds, birds, &c. together with several of the most elegant plants.
Er illustrierte auch andere Bücher mit Stichen und fertigte Stiche nach Gemälden und malte selbst Landschaften, die er 1762 bis 1788 in der Society of Arts und der Royal Academy ausstellte.

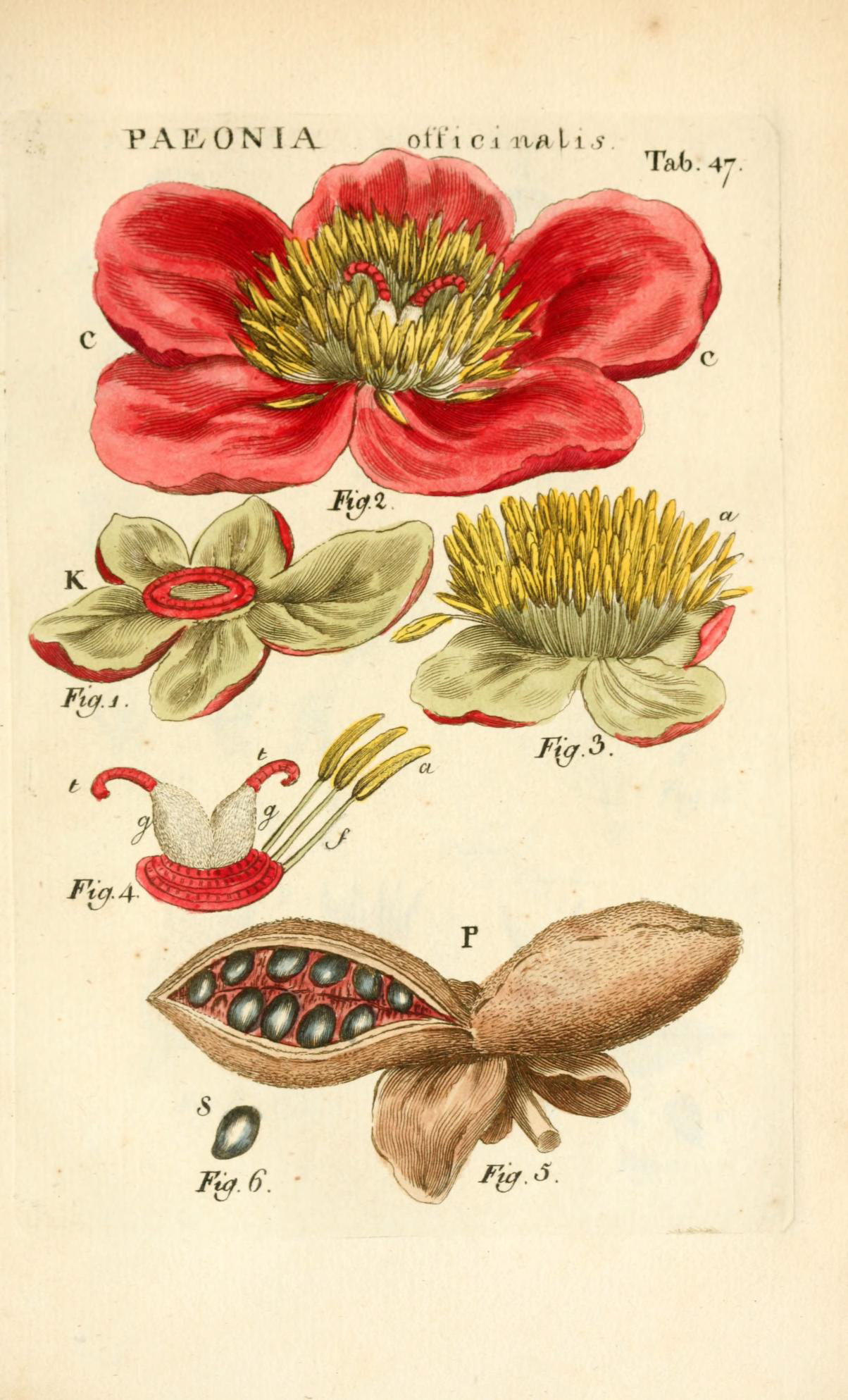
Paeonia officinalis aus der Illustratio systematis

## Schriften
- Illustratio systematis sexualis Linnaei, 20 Teile, London 1770–1777 (in drei Folio-Bänden 1777 erschienen, 108 kolorierte und 104 nicht kolorierte Blätter sowie 109 Seiten Text in Latein und Englisch. Eine zweite Ausgabe erschien in zwei Bänden 1779 und 1789, mit Briefen an Miller von Linné)
- Illustrationen für Lord Bute: Botanical Tables containing the different families of British plants, 1785 (nur 16 Exemplare wurden von Lord Bute auf eigene Kosten gedruckt und an hochgestellte Botanikerfreunde vergeben, der Verbleib von 12 Exemplaren ist heute noch bekannt)
- Illustrationen für Philip Miller: Figures of the most beautiful, useful and uncommon plants, 1760
- Drawings of the Leaves, Stalks, and Ramifications of Plants for the purpose of ascertaining their several Species, executed for the Rt. Honble. the Earl of Bute, for the years 1783 and 1784, datiert 1780 (ebenfalls für Lord Bute)